# Harper Valley PTA
"Harper Valley PTA" är en countrylåt skriven av Tom T. Hall, vilken blev en stor internationell framgång med Jeannie C. Riley 1968. Singeln sålde över sex miljoner exemplar, och hon blev första kvinna att toppa listorna Billboard Hot 100 och Hot Country Singles med samma låt, något som inte kom att upprepas förrän Dolly Partons "9 to 5" 1981.
Den handlar om en tonårsflickas mamma, vars uppförande inte ses på med blida ögon av föräldrar och skolledning. Men efter mammans offentliga genomgång av belackarnas privatliv visar det sig att var och en av dem lever betydligt mindre moraliskt än de lär.

## Listplaceringar
| Lista (1968)                       | Topplacering |
| ---------------------------------- | ------------ |
| USA, Billboard Hot Country Singles | 1            |
| USA, Billboard Hot 100             | 1            |
| Kanada, RPM Country Tracks         | 1            |
| Kanada, RPM Top Singles            | 1            |
| Australien                         | 1            |
| Storbritannien                     | 12           |

### Fotnoter
1. ↑  ”Jeannie C. Riley – Harper Valley PTA” (på engelska). Discogs. 17 mars 1968. http://www.discogs.com/Jeannie-C-Riley-Harper-Valley-PTA/release/4298058. Läst 9 november 2015.